# 馬克·艾沙姆
馬克·艾沙姆（英語：Mark Ware Isham，1951年9月7日—），是一名美國小號手、合成器演奏家以及電影作曲家，也是山達基（科學教）教徒。他的作品有多樣的種類，包括爵士樂、電子音樂和電影。他已為接近一百部電影配樂。

## 生涯
艾沙姆出生於紐約市，是小提琴手Patricia（née Hammond）和人文學教授Howard Fuller Isham的兒子。
他的音樂作品廣泛和各種各樣，包括參與多個小組，如Group 87、David Torn的Cloud About Mercury項目，以及與瓊尼·米歇爾、Terry Bozzio、Bill Bruford、XTC和Doug Lunn合作錄音。
艾沙姆是一名山達基教徒。他與唐娜·艾沙姆（Donna Isham）結緍。

## 外部連結
- 官方网站
- 馬克·艾沙姆在互联网电影资料库（IMDb）上的資料（英文）